# Piatto oscillante

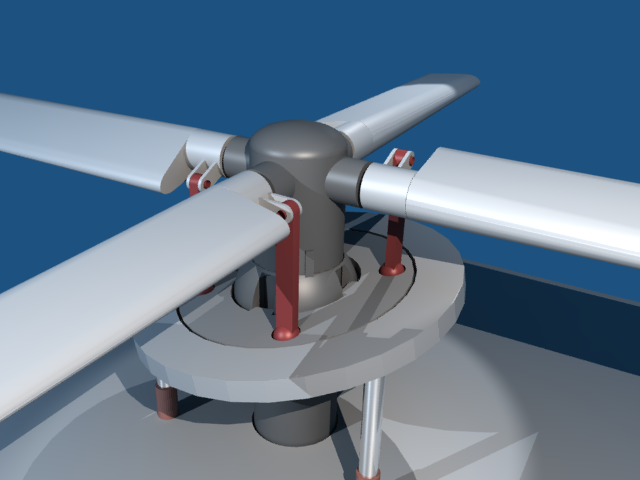
Piatto ciclico oscillante

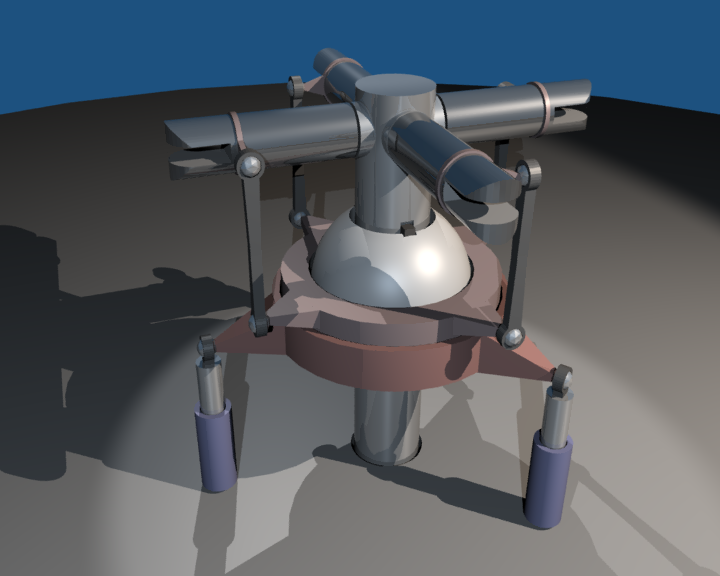
Posizione neutra

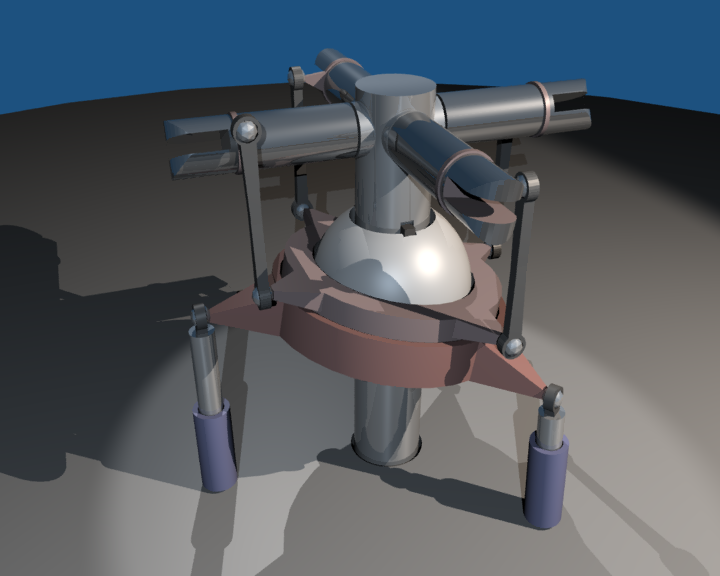
Posizione inclinata

Il piatto oscillante è un organo essenziale degli elicotteri. Il piatto oscillante è costituito da una parte fissa e una rotante. È montato attorno all'albero del rotore e può scorrere assialmente e inclinarsi rispetto all'albero stesso. Il piatto ciclico è detto oscillante poiché, roteando con il rotore, mostra quando inclinato, un movimento oscillante. Esso serve da un lato per il controllo del passo, cioè la variazione dell'angolo di incidenza di tutte le pale del rotore principale e quindi del sollevamento dell'elicottero, dall'altra parte per il controllo del passo ciclico per esercitare il movimento laterale e longitudinale.
Un piatto oscillante viene usato anche per il rotore di coda, ma solo per la variazione del passo collettivo, comandata da una pedaliera.

## Storia
Il piatto oscillante fu inventato dal russo Boris Yuryev nel 1911. Raúl Pateras Pescara con i suoi elicotteri nel periodo 1919-1930 utilizzò rotori coassiali controrotanti, ognuno dei quali controllati da un piatto oscillante pilotati per la prima volta da una cloche.
Étienne Oehmichen brevettò un piatto oscillante il 18 giugno 1926 in Francia e più tardi negli Stati Uniti (12 agosto 1929).
Oggi, sulla maggior parte degli elicotteri, il piatto oscillante è sopra l'albero di trasmissione e i leverismi sono visibili fuori dalla fusoliera, ma i primi esemplari, come quelli costruiti dalla Enstrom Helicopter, furono posti sotto la trasmissione e chiusi all'interno dell'albero per ridurre le interferenze aerodinamiche. Gli elicotteri della Kaman Aircraft non usarono un piatto oscillante tradizionale, ma dei servo flaps sul rotore per dare angolo d'incidenza alle pale.

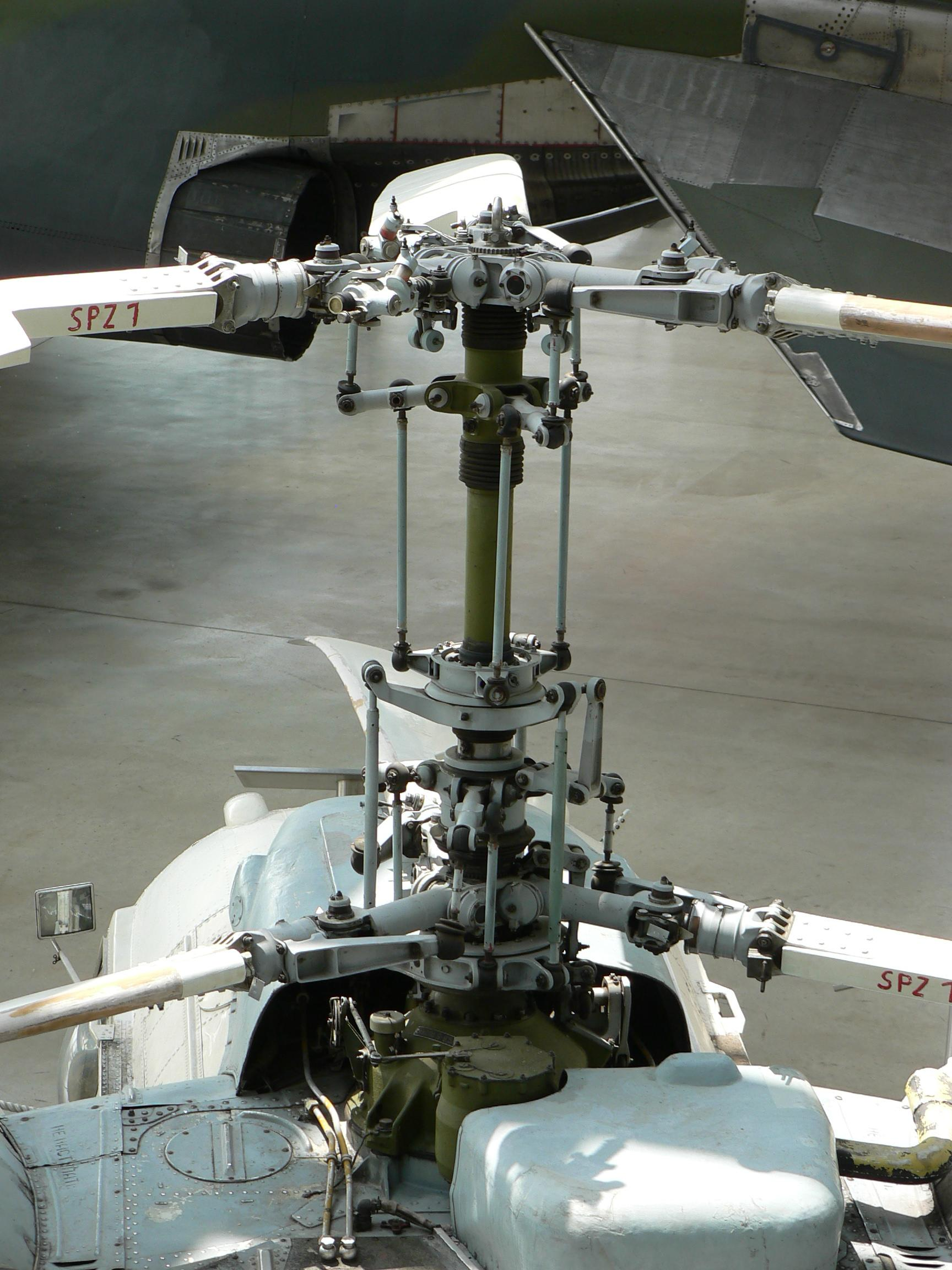
Rotori controrotanti di un Kamov Ka-26

## Volo e controllo degli elicotteri
Un elicottero si muove in ascensione e spostamento orizzontale, secondo la spinta data dal rotore principale. Questo è in senso aerodinamico, un'ala, che ruota intorno all'albero rotore e con determinati gradi di libertà meccanici o elastici (giunti elastici e giunti mobili). L'elicottero si muove in una qualunque direzione seguendo l'inclinazione del piatto ciclico. Il rotore sostiene l'elicottero in volo livellato orizzontale. Attraverso il passo collettivo tutte le pale raggiungono lo stesso angolo di incidenza, generando la portanza del velivolo. Il piatto ciclico si inclina, in modo da cambiare angolazione del profilo con alternanza di portanza aerodinamica alzando o abbassando le pale rotanti della pendenza desiderata in rollio o in beccheggio. Per il controllo collettivo e ciclico, l'elicottero ha organi di controllo separati. Il controllo collettivo è azionato dal pilota con la mano sinistra, mentre la cloche aziona il passo ciclico, con la mano destra. Nel sistema a piatto oscillante i due ingressi di controllo sono miscelati e avviene il trasferimento desiderato del profilo aerodinamico: sollevamento, abbassamento o inclinazione del piatto oscillante tramite i leverismi sul rotore.

## Descrizione esemplificativa del Bölkow Bo 105
Il piatto oscillante del Bölkow Bo 105 è montato su due anelli girevoli con un cuscinetto a sfera (ball-bearing), chiamati co-rotante e stazionario. Entrambi i componenti sono a loro volta mobili attorno ad una sospensione cardanica che è attaccata ad un manicotto scorrevole, che permette di inclinare l'assieme fino a ± 10 ° rispetto al piano orizzontale. Il gruppo completo scorre sul manicotto sui supporti fissati ai montanti del rotore verso l'alto e verso il basso di circa 30 mm. All'interno del manicotto sull'albero rotore, il foro centrale del piatto oscillante scorre all'estremità superiore della flangia di fissaggio della testa rotore. L'anello rotante del piatto oscillante è collegato alla leva di comando vincolata con la flangia del rotore e segue quindi la rotazione del rotore. L'azionamento delle leve fanno scorrere assialmente, e quindi inclinare, il piatto oscillante.
La leva di controllo del collettivo inclina il piatto oscillante, a seconda del controllo del passo ciclico dato dal pilota, sopra o sotto.

## Animazioni

Inclinazione delle pale rispetto al rotore
Piatto ciclico oscillante in posizione neutra
Controllo ciclico
Controllo collettivo sollevato

## Inclinazione del piatto oscillante e del rotore
I movimenti di beccheggio e rollio di un elicottero sono comandati mediante un'opportuna inclinazione del piatto ciclico. A causa dell'inerzia delle pale e degli effetti aerodinamici sul rotore, però, la direzione dell'inclinazione del piatto ciclico non corrisponde esattamente alla direzione di volo né all'inclinazione del rotore ma, a seconda del modello di elicottero, può essere sfalsata di un angolo compreso tra 70° e 80°.

## Sviluppi ulteriori

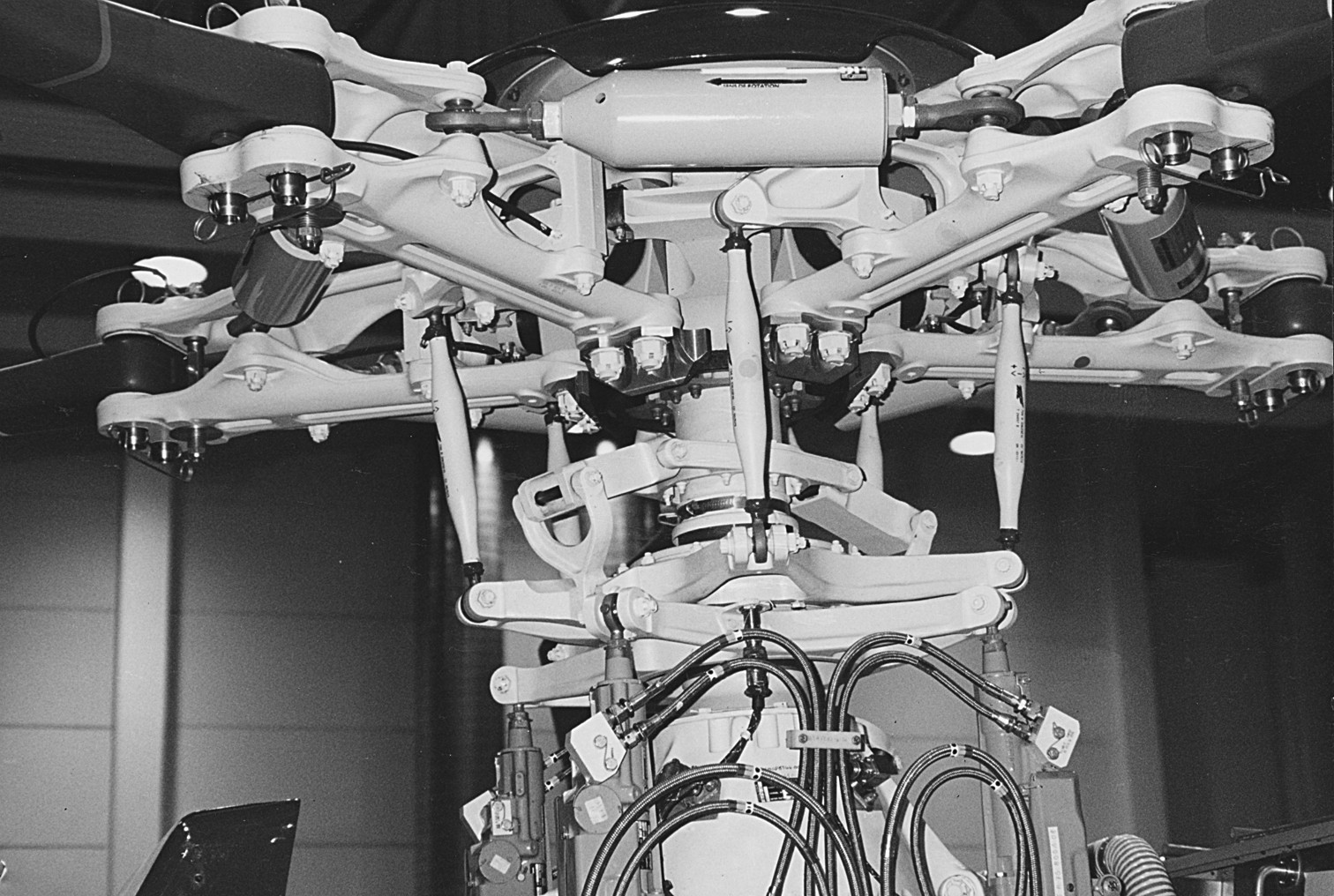
Rotore di un Eurocopter EC 155

La costruzione del piatto ciclico del Bo105 risale al 1964. In linea di principio, lo stato dell'arte della tecnica non è cambiata significativamente, come l'immagine dell'Eurocopter EC 155 mostra. L'insieme del controllo collettivo e di quello ciclico è dato dal collegamento di controllo direttamente dal manicotto scorrevole e non, come nel Bo105, dalla leva differenziale.
Come nei velivoli ad ala fissa anche in quelli ad ala rotante il futuro è nel Fly by wire. Questo controllo elettronico significa assenza di collegamenti meccanici, come aste di comando, quindi anche senza piatto oscillante. Si può fare a meno del piatto oscillante, ma attualmente è ancora necessario. Così il costruttore ZF Friedrichshafen AG ha sviluppato comandi elettromeccanici che regolano l'inclinazione delle pale singolarmente (IBC-Individual Control Blade). Il sistema è stato testato dalla NASA in galleria del vento e dal 2006 in Germania, presso il Wehrtechnische Dienststelle 61 in Manching su un Sikorsky CH-53G e testato negli Stati Uniti su un Sikorsky UH-60.

## Elimodellismo

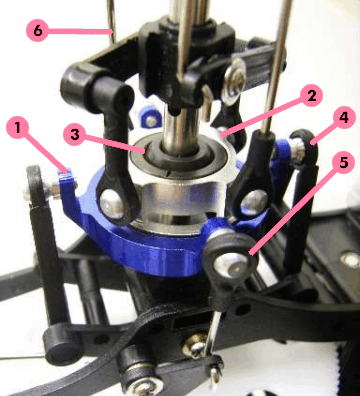
Piatto oscillante di un elicottero radiocomandato
1. piatto esterno fisso (blu)
2. piatto interno rotante (metallo)
3. giunto sferico
4. controllo lungo l'asse di beccheggio. Inclina il rotore in senso longitudinale ed evita la rotazione dell'anello esterno
5. controllo lungo l'asse di rollio. Inclina il rotore lateralmente
6. bielle di collegamento (color metallo) alle pale del rotore
In nero le bielle che variano il passo delle pale controllate dal piatto interno

Il piatto oscillante è un meccanismo utilizzato dagli elicotteri composto da due anelli con interposto un cuscinetto a sfera. L'anello superiore può oscillare avanti/indietro e lateralmente, sospinto dall'anello inferiore, ed è solidale con l'albero motore e con le aste che comandano le variazioni di passo ciclico e collettivo delle pale del rotore. L'anello inferiore non ruota ed è asservito da una serie di leveraggi, relativi ai comandi di variazione di passo ciclico e collettivo.